# Петиција
Петиција је захтев за неком променом који је поткрепљен сакупљеним потписима заинтересованих особа.Често се користи да би се утицало на власт неке државе да усвоји или повуче неки закон.
У свакодневном жаргону, петиција је документ који је потписало много људи, а који је адресиран на неку званичну државну институцију. Петиција може бити и усмена или се може дистрибуирати путем Интернета. Исти појам у правној терминологији означава захтев поднет суду или административном трибуналу у коме се тражи нека врста олакшице.